# Lucyfire
Lucyfire — музичний проєкт Йохана Едлунда, засновника та вокаліста гурту Tiamat.
У 2000 році Едлунд створив новий музичний проєкт Lucyfire, щоб реалізувати в ньому музичні експерименти, які не вписуються у формат Tiamat. У 2001 році нова група випустила свій перший (і поки єдиний) альбом «This Dollar Saved My Life At Whitehorse».
Після випуску демо «Rest in Peace Dear Lucy» на початку 2010 року, Едлунд вирішив заморозити Lucyfire. Одна з демо-пісень під назвою «Thunder & Lightning» була включена в альбом Tiamat «The Scarred People».

## Склад
- Йохан Едлунд — вокал
- Дірк Драйґер — гітара
- Марк Енґельман — клавішні
- Ян Казда — бас
- Бертрам Енґель — ударні[2]

## Дискографія
- «The Pain Song» (EP, 2001)
- «This Dollar Saved My Life At Whitehorse» (2001)
- «Rest in Peace Dear Lucy» (Demo, 2010)[3]